# 斯蒂芬森·金

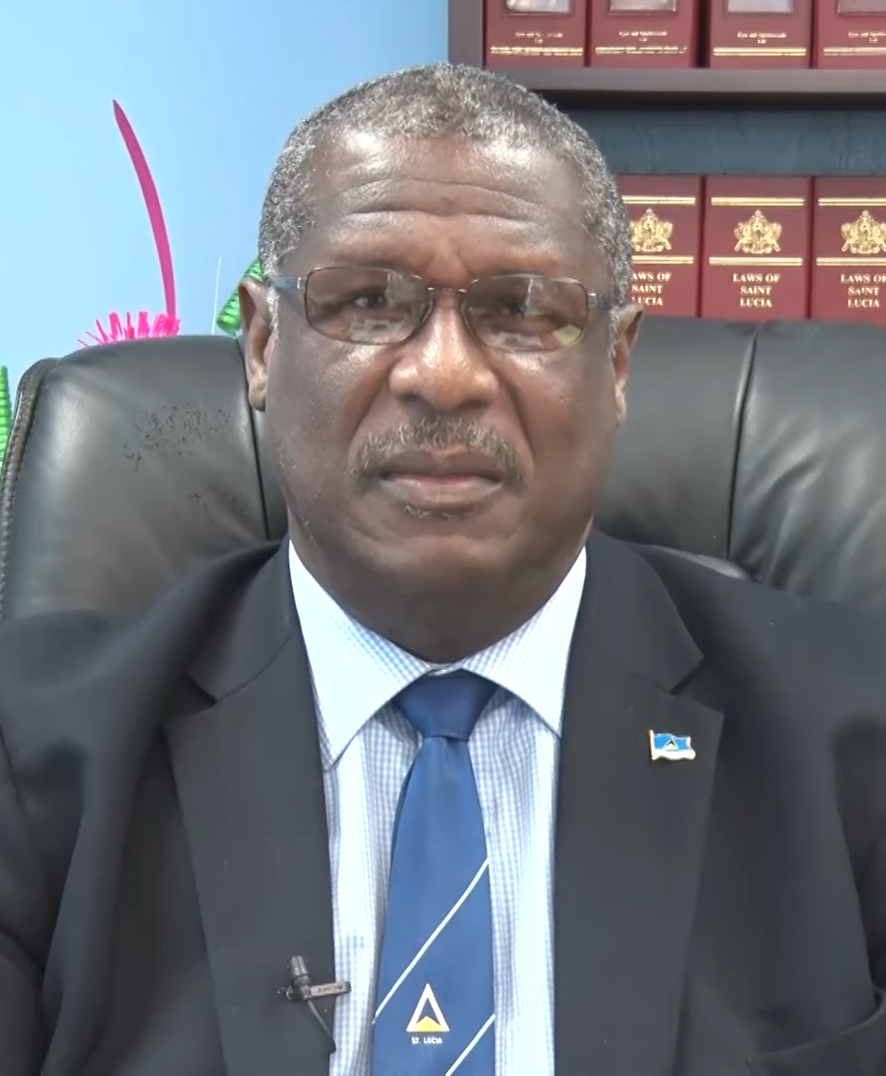

斯蒂芬森·金（Stephenson King，1958年11月13日—），生于圣卢西亚卡斯特里，前圣卢西亚总理、统一工人党政治家。
斯蒂芬森·金在1987年进入政坛后，领导統合勞動黨的青年机构，然后担任加勒比青年协会主席。加勒比青年协会是在美国资助下成立的组织，在邻国格林纳达的革命政府垮台后，美国以此与马克思主义思想的传播相抗衡。
1987年至1997年期间，斯蒂芬森·金在约翰·康普顿和沃恩·刘易斯两任总理手下，先后担任社区发展和体育部长、卫生和地方政府部长。
1997年5月，肯尼·安东尼领导的工党击败由沃恩·刘易斯领导的統合勞動黨。当约翰·康普顿和沃恩·刘易斯争夺在野的統合勞動黨领导权的时候，被视为沃恩·刘易斯最大支持者的斯蒂芬森·金，没有选择跟随沃恩·刘易斯去工党，而是留在了統合勞動黨。
2006年12月19日，约翰·康普顿领导統合勞動黨再次赢得大选，斯蒂芬森·金成为卫生和劳工部长。2007年5月约翰·康普顿总理病倒后，他成为代理总理。6月初，政府改组，他兼任财政（包括国际金融服务）、对外事务、民政事务、国家安全、劳工、新闻和广播部长。
约翰·康普顿总理在9月7日去世，9月9日，在总督皮尔莱特·路易茜的主持下，斯蒂芬森·金宣誓就任总理。政府的10名成员都来自統合勞動黨，斯蒂芬森·金本人还兼任财政、国际金融服务、对外事务、民政事务和国家安全部长，直至於2011年輸掉大選。
他於2021年脫離統合勞動黨，並成功連任議員。他隨後獲工黨籍新總理菲臘·皮耶招攬入閣，就任基建及交通部長。